# Zwischen Himmel und Hölle (1956)
Zwischen Himmel und Hölle (Originaltitel: D-Day the Sixth of June) ist ein US-amerikanischer Kriegsfilm des Regisseurs Henry Koster aus dem Jahr 1956. Der Film basiert auf dem Roman The Sixth of June von Lionel Shapiro aus dem Jahr 1955. Die Erstaufführung in Deutschland fand am 31. August 1956 statt.

## Handlung
Einige Stunden vor der eigentlichen Invasion am 6. Juni 1944 soll ein Spezialkommando eine deutsche Geschützstellung an der Küste der Normandie ausschalten. Während der Schiffspassage unterhalten sich die Männer über die Begleitumstände und warum sie hier sind.
Captain Parker von den United States Army Air Forces (USAAF) wird ins Operations-Hauptquartier in London geschickt. In einem Club trifft er auf Valerie Russell und verliebt sich in sie, obwohl er verheiratet ist. Valerie ist die Tochter eines mürrischen Brigadiers, der in Dünkirchen verwundet wurde und seitdem krank ist. Valerie ist in Captain John Wynter verliebt, einen Freund ihres Vaters.
Parker und Wynter werden nach Übersee geschickt, kommen aber später wieder zurück. Parker hat sich freiwillig zu einem Spezialkommando gemeldet, das von seinem alten Kommandanten Lieutenant Colonel Timmer geführt wird. Kurz vor dem Ausschiffen zu dem Spezialeinsatz in der Normandie erleidet Timmer einen Nervenzusammenbruch. Er erinnert sich an das katastrophale Scheitern des Invasionsversuchs von Dieppe (Operation Jubilee). Der betrunkene Timmer wird wegen Trunkenheit und als Sicherheitsrisiko unter Arrest gestellt. Wynter wird Colonel und führt den Einsatz.
Auch wenn einige der Männer verwundet und getötet wurden, ist der Einsatz ein Erfolg. Wynter stirbt, als er auf eine Mine tritt. Parker ist schwer verwundet und wurde evakuiert. Im Hospital, kurz vor seiner Rückkehr nach Hause, sieht er Valerie ein letztes Mal.

## Hintergrund
Richard Todd nahm als Fallschirmspringer an der Invasion in der Normandie teil. O’Brien, Oscar-Gewinner 1955, diente während des Krieges in der USAAF. Militärischer Berater war Colonel Dan Gilmer.
John Williams ist nicht zu verwechseln mit dem Film-Komponisten gleichen Namens. Der Darsteller Williams war ein bekannter Theater- und Fernsehschauspieler, der 1953 mit dem Tony Award ausgezeichnet wurde.

## Kritiken
„Ansprechend inszenierte Mischung aus Melodram und Kriegsfilm mit glaubhaft dargestellten Charakteren, deren Schluß allerdings zu konstruiert erscheint.“

„Henry Coster reicherte seine gelungene Verbindung aus Melodram und Kriegsdrama mit gut gemachten Actionszenen an.“

„Ein nobler Kriegs- und Liebesfilm in vortrefflicher Gestaltung, leider nicht durch überzeugende sittliche Einsicht an seinen positiven Schluß geführt. Vorbehalte.“

## DVD-Veröffentlichung
- Zwischen Himmel und Hölle. Twentieth Century Fox Home Entertainment 2003.